# Gabriel Menino
Gabriel Vinicius Menino (Morungaba, 29 de setembro de 2000) é um futebolista brasileiro que atua como meio-campista ou lateral-direito. Atualmente joga no Atlético Mineiro.

## Carreira

### Palmeiras
Natural de Morungaba, São Paulo, Menino ingressou nas divisões de base Palmeiras em 2017, após se destacar no Guarani. Em seu primeiro ano no clube, ajudou o Palmeiras a conquistar a Copa do Brasil Sub-17.
No dia 25 de novembro de 2019, foi promovido aos profissionais do Palmeiras para a temporada 2020. Em campeonatos oficiais, estreou no dia 22 de janeiro, contra o Ituano, pelo Campeonato Paulista, onde atuou durante os 90 minutos.  Foi titular na conquista histórica do Paulistão, na qual a equipe alviverde superou o arquirrival Corinthians na decisão realizada no Allianz Parque.
Marcou seu primeiro gol no dia 16 de setembro, no jogo contra o Bolívar, pela fase de grupos da Copa Libertadores da América, com um chute de fora da área.
Em 30 de janeiro de 2021, em meio à pandemia de Covid-19, como meia titular da equipe, ajudou a levar o Palmeiras ao bicampeonato da Copa Libertadores da América, após vitória por 1–0 na final contra o Santos, disputada em jogo único, no Estádio do Maracanã. O segundo título do Palmeiras na Libertadores veio 21 anos após a conquista de 1999, com a equipe realizando a melhor campanha da competição. Em março de 2021, na partida de volta da Copa do Brasil, Gabriel Menino entrou no segundo tempo e marcou o segundo gol da partida contra o Grêmio, sacramentando a vitória por 2–0 e vencendo por 3–0 no agregado.
Completou cem jogos pelo Palmeiras na partida pela Libertadores, em abril de 2022, contra o Deportivo Táchira.
Já pela temporada de 2022, jogando pela 19ª rodada do Campeonato Brasileiro no Allianz Parque, Menino fez o gol da vitória por 2–1 sobre o Internacional.
Em janeiro de 2023, Menino fez dois gols na partida única da Supercopa do Brasil contra o Flamengo, ajudando o alviverde a vencer o rubro-negro por 4–3 e sagrar-se campeão do torneio. Em abril, fez os dois primeiros gols na vitória palmeirense por 4–0 sobre o Água Santa na partida de volta da final do Campeonato Paulista e ajudou a equipe a conquistar o 25º torneio estadual da sua história.
Em janeiro de 2024, Menino estendeu seu contrato com o Palmeiras até o final de 2027. Pouco depois, ao entrar em campo na Supercopa do Brasil, o jogador completou 200 partidas com a camisa palmeirense. Gabriel Menino encerrou a temporada 2024 com 48 jogos e estufou a rede em duas oportunidades. No entanto, perdeu espaço e terminou como reserva.
No fim da temporada, encerrou sua passagem pelo Alviverde. Ao todo, conquistou dez títulos, disputou 245 partidas e marcou 18 gols. Em janeiro de 2025, o jogador recebeu uma homenagem do clube.

### Atlético Mineiro
Em 31 de dezembro de 2024, o Atlético Mineiro anunciou que Menino era o novo reforço do clube alvinegro. O meio-campista assinou contrato válido até 2028, com opção de extensão por mais um ano.

## Seleção Brasileira

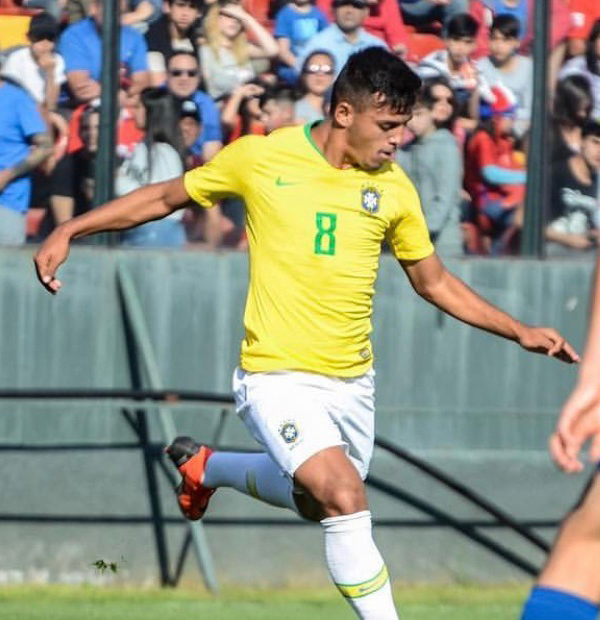
Gabriel Menino atuando pela Seleção Sub-20 em 2019

#### Sub-20
No dia 13 de dezembro de 2018, foi convocado para a Seleção Brasileira que disputou o Sul-Americano Sub-20 de 2019.

#### Sub-23
Em 14 de maio de 2021, foi convocado para defender a seleção olímpica em amistosos contra a Seleção de Cabo-Verde e a Sérvia Sub-21 onde foi titular em ambos os jogos. Pouco depois, em 17 de junho de 2021 , foi convocado para defender a mesma nos Jogos Olímpicos de Verão de 2020, antes disso, participando num amistoso preparatório contra a seleção dos Emirados Árabes Unidos Sub-23 .

#### Principal
Em 18 de setembro de 2020, Gabriel foi convocado por Tite para os jogos da Seleção Brasileira contra a Bolívia e o Peru.

## Títulos
Palmeiras

#### Categorias de base
- Copa do Brasil Sub-17: 2017
- Campeonato Brasileiro Sub-20: 2018
- Campeonato Paulista Sub-20: 2018 e 2019

#### Profissional
- Campeonato Paulista: 2020, 2022, 2023 e 2024
- Copa Libertadores da América: 2020 e 2021
- Copa do Brasil: 2020
- Recopa Sul-Americana: 2022
- Campeonato Brasileiro: 2022 e 2023
- Supercopa do Brasil: 2023[24]

Atlético Mineiro
- Campeonato Mineiro: 2025

Seleção Brasileira
- Jogos Olímpicos: 2020

### Prêmios individuais
- Seleção da Copa Libertadores da América: 2020
- Seleção da Final da Copa do Brasil: 2020
- Seleção Sub-20 da América do Sul pela IFFHS: 2020[25]
- Troféu Mesa Redonda de Revelação da Temporada no Futebol Brasileiro: 2020[26]

### Artilharias
- Supercopa do Brasil de 2023 (2 gols)